# Reggiane Re.2005 Sagittario
Реджиане Re.2005 Саджиттарио (итал. Reggiane 2005 Sagittario, «Стрелец») — одноместный итальянский истребитель заключительного периода Второй мировой войны. Самолёт разработан в конструкторском бюро компании «Реджиане оффичине мекканике итальяне» под руководством Р. Лонги. Наряду с истребителями Macchi C.205 и Fiat G.55 Реджиане Re.2005 входил в истребительную «Серию 5», разрабатывавшуюся под использование импортного двигателя Daimler-Benz DB 605. Серийное производство самолёта продолжалось с апреля по сентябрь 1943 года. Всего выпущено 32 самолёта. В некоторых источниках сказано, что было построено 36-37 истребителей, однако эта ошибка связана с изменением немцами номеров 4 построенных самолётов.
На вооружение ВВС Италии самолёт поступил в мае 1943 года. Боевая карьера истребителей началась в июне 1943 года в ПВО Рима. После раскола страны самолёты использовались обеими сторонами. Люфтваффе приняла Re.2005 на вооружение в конце 1943 года и использовала их в ПВО Берлина и румынских нефтепромысловых районов.

## Тактико-технические характеристики

Приведённые ниже характеристики соответствуют модификации Re.2005:
Источник данных: S. Govi. «Dal Re 2002 al Re 2005», 1985; "Уголок неба"

Технические характеристики
- Экипаж: 1 пилот
- Длина: 8,73 м
- Размах крыла: 11,0 м
- Высота: 3,15 м
- Площадь крыла: 20,4 м²
- Масса пустого: 2 600 кг
- Нормальная взлётная масса: 3 574 кг
- Максимальная взлётная масса: 3 610 кг
- Объём топливных баков: 536 л
- Силовая установка: 1 × жидкостного охлаждения 12-цилиндровый Fiat RA.1050 RC.58 Tifone  (лицензионный Daimler-Benz DB.605A)
- Мощность двигателей: 1 × 1 475 л.с. (1 × 1 100 кВт (на взлёте))
- Воздушный винт: трёхлопастной Piaggio P.6001

Лётные характеристики
- Максимально допустимая скорость: 800 км/ч
- Максимальная скорость: 628 км/ч
- Крейсерская скорость: 515 км/ч
- Скорость сваливания: 136 км/ч
- Практическая дальность: 1 250 км
- Практический потолок: 12 000 м
- Скороподъёмность: 20 м/с
- Время набора высоты:
  - 2 000 м за 1 мин 35 с
  - 6 000 м за 5 мин 30 с
  - 8 000 м за 7 мин 50 с
- Нагрузка на крыло: 175 кг/м²
- Тяговооружённость: 309 Вт/кг

Вооружение
- Стрелково-пушечное:  
  - 2 × 12,7 мм пулемёта Breda-SAFAT в фюзеляже по 350 патронов на ствол
  - 1× 20 мм мотор-пушка MG 151, 150 снарядов
  - 2× 20 мм пушки MG 151 по 200 снарядов в крыле
- Точки подвески: 3 (один под фюзеляжем, два под крылом)
- Боевая нагрузка: до 1000 кг бомб
  - 2× 160 кг бомбы по крылом